# Батт, Дэнни
Дэниел Танвир Батт (англ. Daniel Tanveer Batth; 21 сентября 1990, Брирли Хилл, Уэст-Мидлендс) — английский футболист, защитник клуба  «Дерби Каунти».

## Клубная карьера

### «Вулверхэмптон Уондерерс»
Дэнни начал заниматься футболом с 9 лет в Академии «Вулверхэмптон Уондерерс». Он являлся капитаном молодёжной команды, а с 16 лет стал выступать за резервную команду, несмотря на то, что в дебютном матче получил серьёзную травму плеча. Был одним из семи выпускников Академии, подписавших профессиональные контракты в конце сезона 2008/2009.
17 сентября 2009 года на правах месячной аренды перешёл в клуб Лиги Один «Колчестер Юнайтед». 19 сентября дебютировал на профессиональном уровне в домашнем матче против «Хартлпул Юнайтед» (2:0) и был признан "Лучшим игроком матча". После 5 проведенных игр аренда Батта была продлена до конца сезона. 20 февраля 2010 года он забил первый гол на взрослом уровне, принеся своей команде победу в матче против «Олдем Атлетик» (1:0).
24 августа 2010 года Дэнни дебютировал в составе «Вулверхэмптона» в матче 2-го раунда Кубка Лиги против «Саутенд Юнайтед» (2:1). 25 ноября 2010 года на правах месячной аренды присоединился к «Шеффилд Юнайтед», но сыграл всего 1 игру в Чемпионшипе и был отозван «Вулверхэмптоном» обратно. Находился в числе запасных в нескольких матчах Премьер-Лиги, но на поле не вышел.

### Аренда в «Шеффилд Уэнсдэй»
16 марта 2011 года на правах аренды до конца сезона перешёл в клуб Лиги Один «Шеффилд Уэнсдей». Дебютировал 19 марта в гостевом матче против «Саутгемптона» (0:2), а всего принял участие в 10 встречах.
Батт оставил хорошее впечатление у тренерского штаба «сов» и 26 июля 2011 года был вновь арендован «Уэнсдей» сроком до января 2012 года. В декабре аренда была продлена до конца сезона 2011/2012. 31 декабря защитник забил первый мяч в составе «сов», отличившись в поединке против «Престон Норт Энд» (2:0). Всего, по итогам сезона, он сыграл 49 матчей, забив 2 гола, и помог «Уэнсдэй» финишировать на 2-м месте и получить прямую путёвку в Чемпионшип.

### Возвращение в «Вулверхэмптон»
Сезон 2012/2013 Батт начал в составе «Вулверхэмптона», после того, как новый тренер «Шеффилд Уэнсдей» Дейв Джонс отказался от его подписания.
30 августа он забил первый гол за «волков» в матче Кубка Лиги против «Нортгемптон Таун» (3:1), а 29 сентября впервые за четыре сезона сыграл за «Вулверхэмптон» в рамках лиги – как раз в поединке против «Шеффилд Уэнсдей» (1:0). 9 февраля 2013 года защитник забил дебютный гол в Чемпионшипе, принеся своей команде ничью в домашнем матче против «Лидс Юнайтед» (2:2).
Несмотря на вылет «волков» в Лигу Один по итогам сезона, руководство клуба продлило контракт с Баттом на 1 год, а новый менеджер Кенни Джекетт назначил Дэнни вице-капитаном команды. В итоге, он сыграл все 46 игр в чемпионате и помог «Вулверхэмптону» за 4 тура до конца выиграть повышение в Чемпионшип. Также, в январе 2014 года защитник подписал новое долгосрочное соглашение с клубом до лета 2017 года.
Сезон 2014/15 стал первым полноценным для Батта на уровне Чемпионшипа, и он продолжил демонстрировать высокий уровень игры. «Волки» до последнего тура боролись за попадание в плей-офф, финишировав в итоге на 7 месте, а также записали в свой актив рекордные 15 сухих матчей. Однако успешный сезон был подпорчен травмой — 23 апреля 2015 года защитник получил стрессовый перелом ноги и выбыл из строя на 3 месяца. 22 сентября 2016 года Батт продлил контракт с клубом ещё на 4 года.
В сезоне 2017/18 Батт потерял место в основном составе, сыграв лишь 16 матчей и забив 1 гол, однако внёс свой вклад в победу «Вулверхэмптона» в чемпионате и выход в Премьер-Лигу.	 

### Аренда в «Мидлсбро»
31 августа 2018 года на правах аренды до конца сезона перешёл в «Мидлсбро». Дебютировал в составе «речников» 25 сентября в матче 3-го раунда Кубка Лиги против «Престон Норт Энд» (2:2).
29 января 2019 года «Сток Сити» выкупил трансфер защитника у «Вулверхэмптона» и аренда была досрочно прекращена.

### «Сток Сити»
Батт перешёл в «Сток Сити» 29 января 2019 года по контракту на три с половиной года за сумму, которая, как считается, составила 3 миллиона фунтов стерлингов. Батт дебютировал в «Сток Сити» 2 февраля 2019 года в матче против «Халл Сити» и получил капитанскую повязку от Нейтана Джонса в отсутствие Райана Шоукросса. Батт сыграл 17 матчей в оставшейся части сезона 2018–2019, когда «Сток» занял 16-е место. Батт помог улучшить защиту «Поттерс», и команда пропустила всего восемь голов. Batth helped improve the Potters defence with the side keeping eight clean sheets.
27 августа 2019 года Бэтт забил свой первый гол за «Сток Сити» в матче Кубка Английской футбольной лиги против «Лидс Юнайтед». «Сток Сити» неудачно начал сезон 2019/20, не выиграв ни одного из первых десяти матчей под руководством Джонса. В мае 2020 года Бэтт сказал, что, по его мнению, «Сток Сити» так неудачно начал сезон, потому что Джонс пригласил слишком много новых игроков. В ноябре Джонса сменил Майкл О’Нил, и результаты начали улучшаться. Батт забил в трёх из четырёх последних матчей, а «Сток» набрал десять очков, чтобы избежать вылета и финишировать на 15-м месте. В сезоне 2020–2021 Батт провёл 32 матча, а «Сток» финишировал на 14-м месте.

### «Сандерленд»
18 января 2022 года Батт перешёл в «Сандерленд» из Лиги Один на правах свободного агента, подписав контракт на полтора года. Он забил свой первый гол за «Сандерленд» в матче против «Кембридж Юнайтед» 23 апреля 2022 года.

### «Норвич Сити»
В сентябре 2023 года Батт присоединился к «Норвич Сити» по контракту на один год.

### «Блэкберн Роверс»
1 августа 2024 года Батт перешёл в «Блэкберн Роверс» на правах свободного агента сроком на один год, после того как был близок к переходу в клуб предыдущим летом.

## Международная карьера
Отец футболиста родом из Индии. В 2017 году Дэнни заявил о своём желании выступать за сборную Индии и встречался с главным тренером команды Стивеном Константином. Однако ему так и не удалось стать игроком сборной из-за сложностей получения индийского гражданства.

## Статистика выступлений
| Клуб                       | Сезон            | Лига             | Лига | Лига | Кубок Англии | Кубок Англии | Кубок Лиги | Кубок Лиги | Прочие | Прочие | Итого | Итого |
| Клуб                       | Сезон            | Дивизион         | Игры | Голы | Игры         | Голы         | Игры       | Голы       | Игры   | Голы   | Игры  | Голы  |
| -------------------------- | ---------------- | ---------------- | ---- | ---- | ------------ | ------------ | ---------- | ---------- | ------ | ------ | ----- | ----- |
| Вулверхэмптон Уондерерс    | 2009-10          | Премьер-лига     | 0    | 0    | 0            | 0            | 0          | 0          | —      | —      | 0     | 0     |
| Вулверхэмптон Уондерерс    | 2010-11          | Премьер-лига     | 0    | 0    | 0            | 0            | 1          | 0          | —      | —      | 1     | 0     |
| Вулверхэмптон Уондерерс    | 2012-13          | Чемпионшип       | 12   | 1    | 0            | 0            | 2          | 1          | —      | —      | 14    | 2     |
| Вулверхэмптон Уондерерс    | 2013-14          | Лига Один        | 46   | 2    | 2            | 0            | 1          | 0          | 1      | 0      | 50    | 2     |
| Вулверхэмптон Уондерерс    | 2014-15          | Чемпионшип       | 44   | 4    | 2            | 0            | 0          | 0          | —      | —      | 46    | 4     |
| Вулверхэмптон Уондерерс    | 2015-16          | Чемпионшип       | 38   | 2    | 1            | 0            | 0          | 0          | —      | —      | 39    | 2     |
| Вулверхэмптон Уондерерс    | 2016-17          | Чемпионшип       | 39   | 3    | 1            | 0            | 1          | 0          | —      | —      | 41    | 3     |
| Вулверхэмптон Уондерерс    | 2017-18          | Чемпионшип       | 16   | 1    | 1            | 0            | 4          | 1          | —      | —      | 21    | 2     |
| Вулверхэмптон Уондерерс    | 2018-19          | Премьер-лига     | 0    | 0    | 0            | 0            | 0          | 0          | —      | —      | 0     | 0     |
| Вулверхэмптон Уондерерс    | Итого            | Итого            | 195  | 14   | 7            | 0            | 9          | 2          | 1      | 0      | 212   | 16    |
| Колчестер Юнайтед (аренда) | 2009-10          | Лига Один        | 17   | 1    | 1            | 0            | 0          | 0          | —      | —      | 18    | 1     |
| Шеффилд Юнайтед (аренда)   | 2010-11          | Чемпионшип       | 1    | 0    | 0            | 0            | 0          | 0          | 0      | 0      | 1     | 0     |
| Шеффилд Уэнсдей (аренда)   | 2010-11          | Лига Один        | 10   | 0    | 0            | 0            | 0          | 0          | 0      | 0      | 10    | 0     |
| Шеффилд Уэнсдей (аренда)   | 2011-12          | Лига Один        | 44   | 2    | 4            | 0            | 1          | 0          | 0      | 0      | 49    | 3     |
| Шеффилд Уэнсдей (аренда)   | Итого            | Итого            | 54   | 2    | 4            | 0            | 1          | 0          | 0      | 0      | 59    | 2     |
| Мидлсбро (аренда)          | 2018-19          | Чемпионшип       | 10   | 0    | 0            | 0            | 3          | 0          | —      | —      | 13    | 0     |
| Сток Сити                  | 2018-19          | Чемпионшип       | 17   | 0    | 0            | 0            | 0          | 0          | —      | —      | 17    | 0     |
| Сток Сити                  | 2019-20          | Чемпионшип       | 43   | 4    | 0            | 0            | 2          | 1          | —      | —      | 45    | 5     |
| Сток Сити                  | 2020-21          | Чемпионшип       | 29   | 1    | 1            | 0            | 2          | 0          | —      | —      | 32    | 1     |
| Сток Сити                  | 2021-22          | Чемпионшип       | 11   | 0    | 0            | 0            | 2          | 0          | —      | —      | 13    | 0     |
| Сток Сити                  | Итого            | Итого            | 100  | 5    | 1            | 0            | 6          | 1          | —      | —      | 107   | 6     |
| Сандерленд                 | 2021-22          | Лига Один        | 9    | 1    | 0            | 0            | 0          | 0          | 3      | 0      | 12    | 1     |
| Сандерленд                 | 2022-23          | Чемпионшип       | 40   | 0    | 2            | 0            | 0          | 0          | 0      | 0      | 42    | 0     |
| Сандерленд                 | 2023-24          | Чемпионшип       | 0    | 0    | 0            | 0            | 1          | 0          | —      | —      | 1     | 0     |
| Сандерленд                 | Итого            | Итого            | 49   | 1    | 2            | 0            | 1          | 0          | 3      | 0      | 55    | 1     |
| Норвич Сити                | 2023-24          | Чемпионшип       | 16   | 1    | 2            | 0            | 0          | 0          | 0      | 0      | 18    | 1     |
| Блэкберн Роверс            | 2024-25          | Чемпионшип       | 37   | 2    | 2            | 0            | 2          | 0          | 0      | 0      | 41    | 2     |
| Итого за карьеру           | Итого за карьеру | Итого за карьеру | 479  | 26   | 19           | 0            | 22         | 3          | 4      | 0      | 524   | 29    |

1. ↑  Участие в Трофей АФЛ
2. ↑  Участие в плей-офф Лиги Один

## Достижения
«Шеффилд Уэнсдей»
- Вице-чемпион Лиги Один: 2011/2012

 «Вулверхэмптон»
- Чемпион Чемпионшипа: 2017/2018[51]
- Чемпион Лиги Один: 2013/2014[52]

 «Сандерленд»
- Победитель плей-офф Лиги Один: 2021/2022[53]

Индивидуальные
- Лучший молодой игрок сезона в Вулверхэмптон Уондерерс: 2009/2010
- Команда года Лиги Один: 2013/2014
- Команда года по версии ПФА в Лиги Один: 2013/2014
- Лучший игрок сезона в Сандерленде: 2021/2022